# Hegang
Hegang (cinese: 鹤岗; pinyin: Hègǎng) è una città-prefettura della Cina nella provincia dell'Heilongjiang.

## Suddivisioni amministrative
- Distretto di Xingshan
- Distretto di Xiangyang
- Distretto di Gongnong
- Distretto di Nanshan
- Distretto di Xing'an
- Distretto di Dongshan
- Contea di Luobei
- Contea di Suibin